# Čuprova

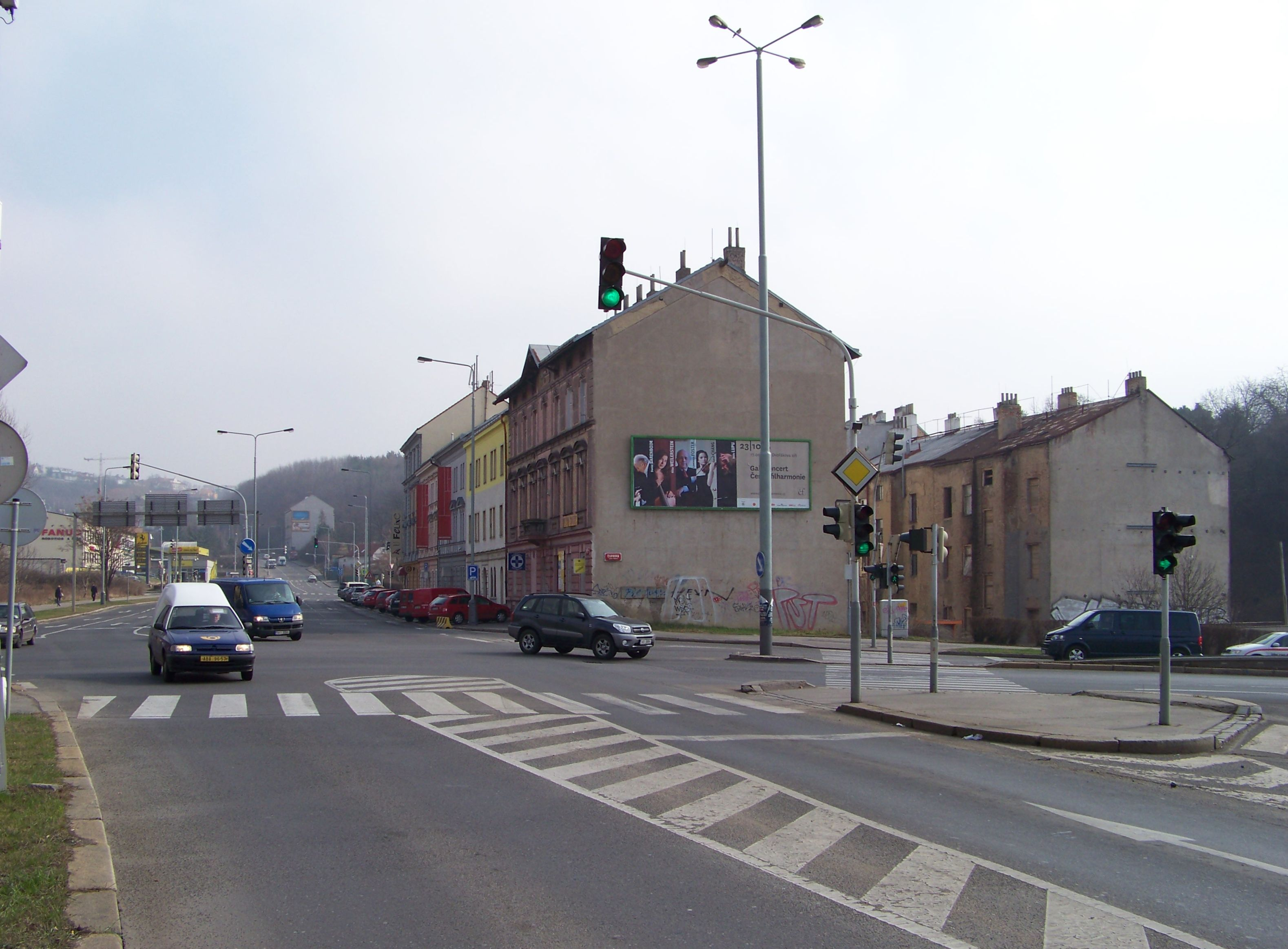
Prosecká, křižovatka s Čuprovou

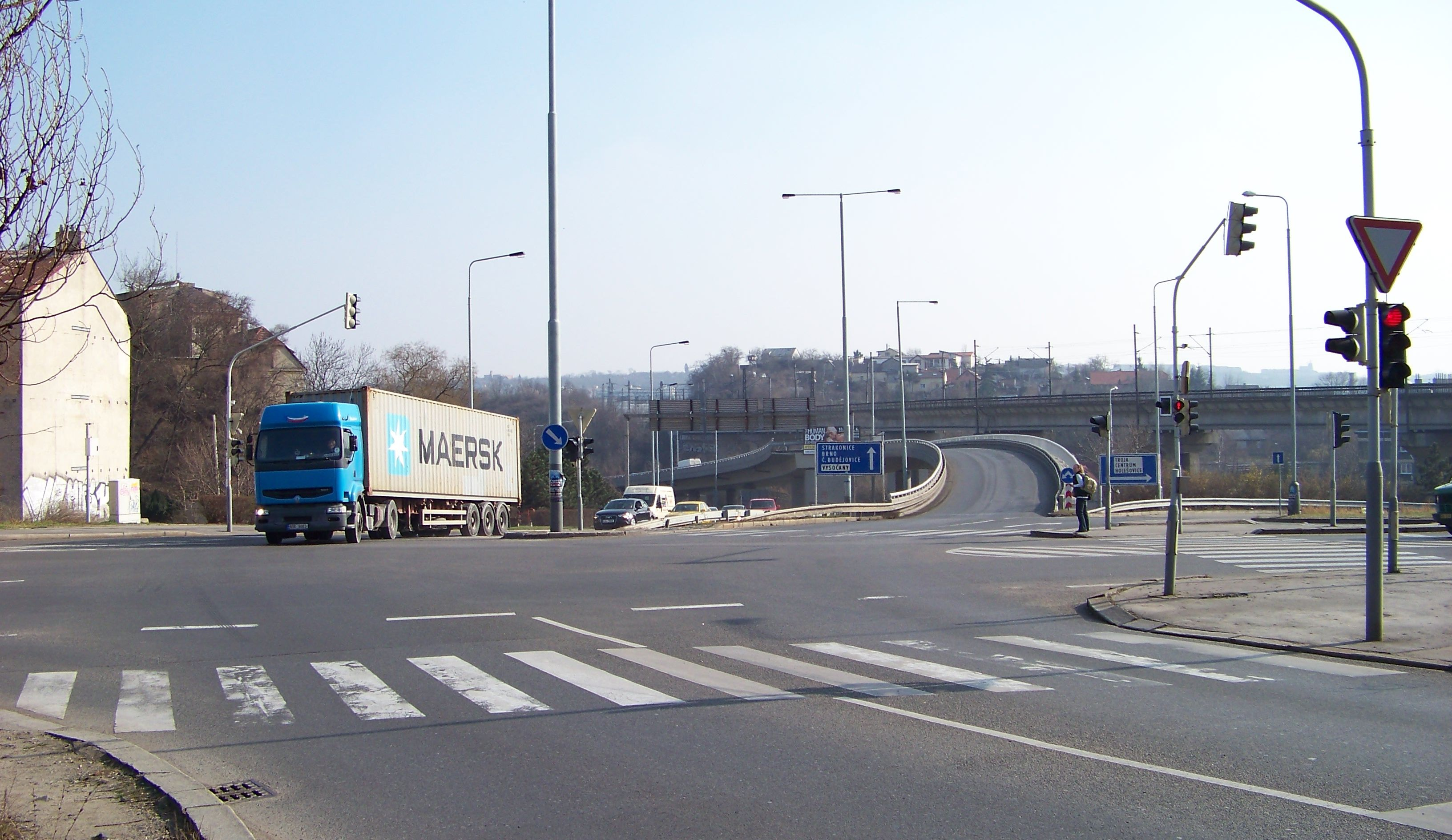
Čuprova, pohled od Prosecké k Povltavské

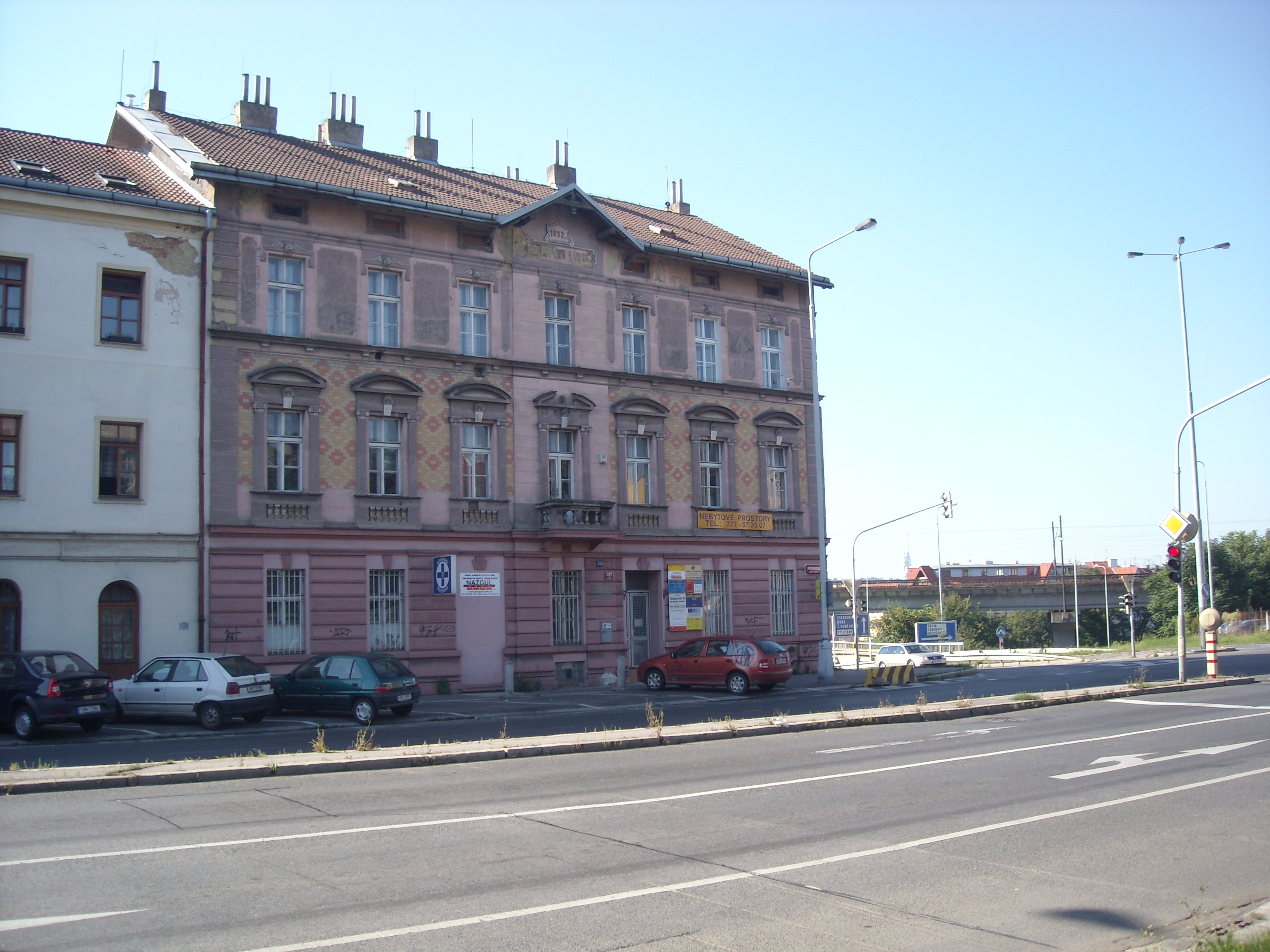
Kneippovy lázně na rohu Prosecké a Čuprovy

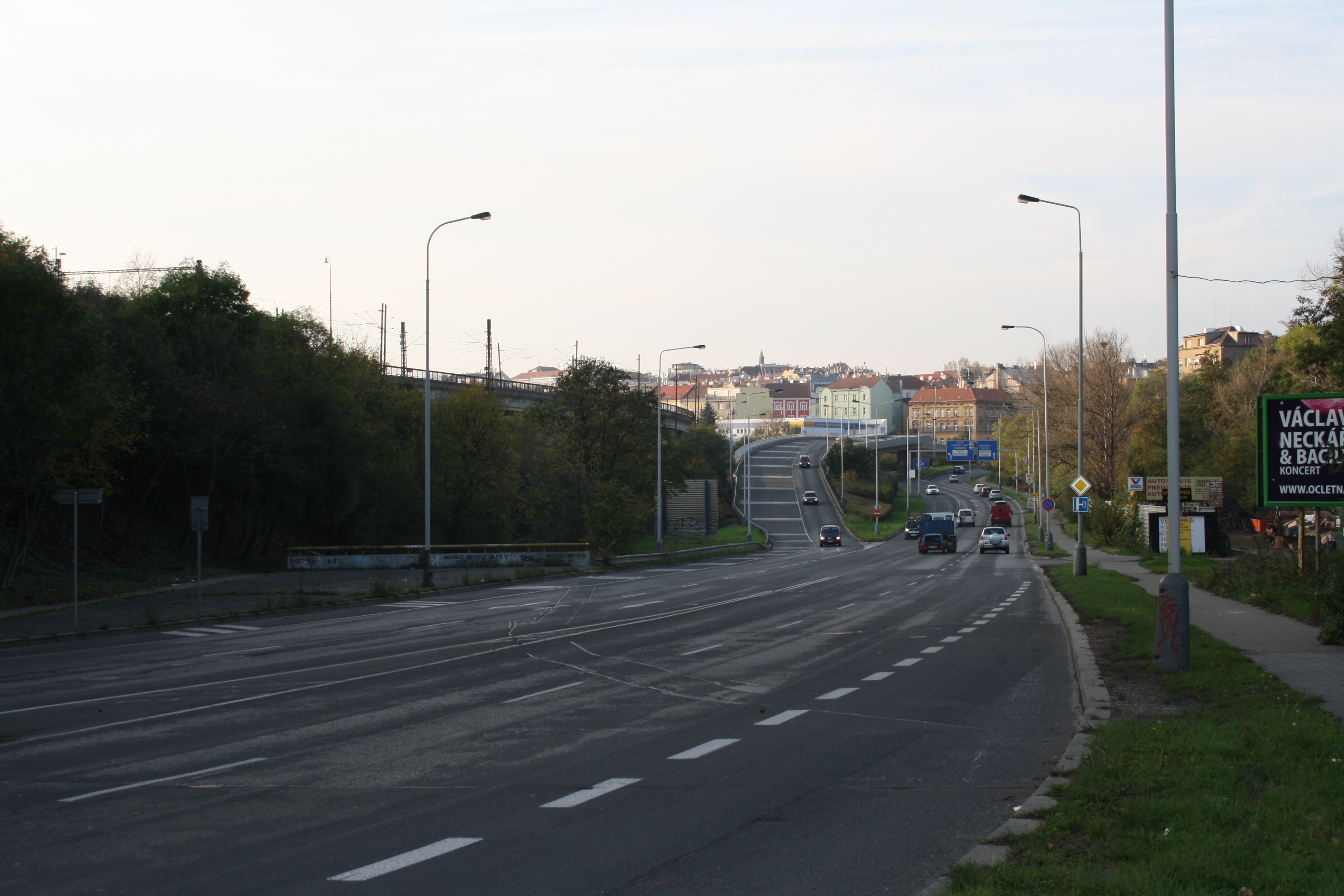
Čuprova - pohled od mostu přes Rokytku k Prosecké

Čuprova je ulice v Praze 8 – Libni. Je součástí městského okruhu a propojuje ulice Zenklovu a Proseckou s křižovatkou Balabenka a navazujícími komunikacemi Spojovací, Sokolovská a Českomoravská.

## Historie a pojmenování
Ulice v současné podobě vznikla v 90. letech 20. století převážně ve stopě starší ulice Famírova. Původní ulice Famírova, pojmenovaná po komunistickém politikovi s vazbou na oblast Libně byla rozdělena na ulici Hejtmánkovu (obnovení staršího pojmenování) a Čuprovu. V této době byla dobudována ulice Povltavská, jako spojka Zenklovy ulice s předmostím mostu Barikádníků. Současná (červenec 2018) Čuprova ulice především propojuje křížení s Proseckou a Povltavskou ulicí s křižovatkou Balabenka. V době stavby se předpokládalo vybudování rozsáhlé mimoúrovňové křižovatky s nově trasovanou Zenklovou ulicí, která měla být posunuta východním směrem od současné polohy. Tento záměr byl revidován a nahrazen projektem tzv. Libeňské spojky. Její vybudování by ale znamenalo demolici většiny staveb mimoúrovňové křižovatky Prosecká – Čuprova. Zahájení výstavby je zatím odloženo na neurčito.
Samotné pojmenování Čuprova odkazuje na Františka Čupra, který působil na nedaleké usedlosti Kolčavka.
Ulice začíná v křižovatce s ulicemi Zenklova a Srbova, odkud vychází přibližně jižním směrem. Vede souběžně s ulicí Hejtmánkova do úrovňové křižovatky s ulicí Prosecká. Mimoúrovňově je propojena s ulicí Povltavská. Dále severovýchodním směrem odbočují ulice Klihařská a Na Labuťce I. Nepojmenovaným mostem překračuje říčku Rokytka a podchází pod železniční tratí spojující Hlavní nádraží s nádražím Praha – Vysočany. Následuje komplex mimoúrovňových křížení s ulicemi Na Žertvách a Sokolovská a na přemostění křižovatky Balabenka pokračuje Čuprova jako ulice Spojovací.

## Zajímavé stavby
Na křižovatce Čuprova Prosecká stojí měnírna trolejbusové trati Palmovka – Letňany, která zde začíná. Měnírna stojí v místech již zbořeného domovního bloku (ulice Prosecká, Čtyřdomí, Srbova, Hejtmánkova), který tvořil blokovou smyčku a konečnou historické trolejbusové trati Libeň – Čakovice. Na nároží Čuprovy a Prosecké stojí budova původně Kneippových (vanových) lázní, dnes obytný dům. V blízkosti mostu přes Rokytku stojí zrenovovaná usedlost Kolčavka.
Podle údajů dohledatelných na Geoportal Praha zřejmě neexistuje žádná stavba s adresou na Čuprově ulici.
Blízko Čuprově ulici se nacházel dětský bazén. Vstup byl zadma.

## Dopravní význam
Ulice propojuje Horní Libeň s Vysočany a Žižkovem a je intenzivně využívána pro IAD, nákladní dopravu i MHD. Čuprova je přes navazující ulicí Povltavskou propojena s tunelovým komplexem Blanka. Ulici využívají autobusy MHD, které vyjíždějí od stanice Metra Palmovka na Prosek (v červenci 2018 linky 140, 185, 302) a také trolejbusová linka 58 (Palmovka – Letňany). V ulici Čuprova není žádná zastávka MHD.